# 新潟市秋葉区文化会館
新潟市秋葉区文化会館（にいがたしあきはくぶんかかいかん）は、新潟県新潟市秋葉区にあるホール施設。秋葉区文化会館共同事業体が指定管理者として管理運営を行っている。

## 概要
2013年（平成25年）9月21日にオープンした。
北区文化会館や江南区文化会館と同様に新潟市の合併建設計画のもとで事業が進められた。

## 交通アクセス
- JR新津駅西口より南へ徒歩約15分